# مفتاح رئيس
مفتاح الرئيس، أو زر الرئيس (بالإنجليزية: Boss key)‏، هو اختصار لوحة المفاتيح خاص يُستخدم في ألعاب الكمبيوتر وبرامج أخرى لإخفاء البرنامج بسرعة، وقد يظهر شاشة خاصة تبدو كبرنامج عمل عادي، مثل تطبيق جداول البيانات. كانت إحدى أقدم التنفيذات لهذه الفكرة عند Friendlyware، وهو مجموعة من البرامج الترفيهية والبرامج ذات الفائدة العامة المكتوبة بلغة البرمجة BASIC وبيعت مع أجهزة الكمبيوتر IBM AT و XT الأصلية من عام 1982 إلى عام 1985. عند تنشيطه (بالضغط على F10)، ظهرت شريط بياني ASCII بتسميات عامة مثل "الإنتاجية" و "الوقت". بالضغط على F10 مرة أخرى، يمكن العودة إلى تطبيق Friendlyware.

## في ألعاب الكمبيوتر
الهدف الظاهري لمفتاح الرئيس هو إيجاد انطباع للمشرفين وزملاء العمل بأن الموظفين يقومون بواجباتهم عندما يكونون في الواقع يلعبون ألعابًا أو يستخدمون الإنترنت لأغراض غير متعلقة بالعمل. كان هذا ميزة شائعة في ألعاب الحاسوب الشخصي في وقت مبكر، لأن الناس كانوا غالبًا لا يمتلكون أجهزة كمبيوتر في منازلهم ولعب الألعاب في مكان العمل كانت خيارهم الوحيد. كان مفتاح الرئيس في معظم الأحيان يُستخدم لعرض رسائل DOS وهمية. لكن استخدامه قد فقد بعض الشيء من رواجه مع تطوير نظم التشغيل الحديثة التي تدعم التعددية في الأوامر. ومع ذلك، لا تزال بعض البرامج تحتفظ بميزة مفتاح الرئيس، مثل بعض برامج الرسائل الفورية أو إضافاتها، أو قارئات الكتب المصورة مثل MComix.
استُخدم مفتاح الرئيس لأول مرة في لعبة "Bezare" على جهاز Apple II، والتي نشرتها شركة Southwestern Data Systems. عُرضت فكرة استخدام هذا المفتاح بمقترح من روجر واغنر (مؤسس شركة Southwestern Data Systems ومؤسس Roger Wagner Publishing) خلال رحلة تحليق بالمظلة في المكسيك في مارس 1981، في محادثة بين روجر واغنر ودوغ كارلستون (من Broderbund Software). كان ستيف ووزنياك، أندي هيرتزفيلد، وعدد آخر من رواد حوسبة الأفراد في تلك الفترة جزءًا من هذا الحدث. ويس تشيري، مؤلف لعبة Microsoft Solitaire الأصلية، قام بتضمين مفتاح الرئيس لعرض جدول بيانات وهمي أو رموز برمجة C عشوائية، ولكن طلب منه رؤسائه أن يقوم بإزالته عند الإصدار.
مثال آخر مبكر على المفتاح الرئيس يظهر في نسخة IBM PC من لعبة Asylum، حيث يقوم بمسح الشاشة عند الضغط على F9. اتخذت بعض الألعاب فكرة مفتاح الرئيس واستخدمتها بشكل كوميدي. لعبة Leather Goddesses of Phobos من إنفوكوم (فقط في نسخة IBM PC)، التي كانت ذات محتوى للبالغين، كان لديها مفتاح الرئيس الذي كان سيخفي اللعبة ويظهر شاشة مصممة لتبدو كعرض قاعدة بيانات في Cornerstone. كما كانت لدى لعبة Space Quest III الخاصة بشركة Sierra On-Line مفتاح رئيسي يمكن الوصول إليه من القائمة المنسدلة. ومع ذلك، عند اختياره من قبل المستخدم، ستظهر الشاشة بلون أسود وتعلم المستخدم أن رئيسهم لن يكون سعيدًا إذا علم كم من الوقت قضوه في لعبة الكمبيوتر. ثم تعرض الوقت الإجمالي الذي قضاه المستخدم في اللعبة. كما كانت الألعاب الأولى في سلسلة Leisure Suit Larry الخاصة بشركة Sierra تتضمن مفتاح رئيسي في القوائم المنسدلة (غالبًا ما يكون الاختصار هو Ctrl+B). ومع ذلك، عند استخدامه، يؤدي إلى نهاية اللعبة فورًا، حيث تقول اللعبة الأولى "عذرًا، ولكن عليك استعادة لعبتك؛ عندما تنفعل، أنسى كل شيء!". أما بالنسبة للعبة الغواصات الكمبيوترية GATO، فكان مفتاح الرئيس هو مفتاح Esc، الذي عند الضغط عليه، يظهر شاشة عرض جدول بيانات من نوع Lotus 1-2-3.

### تنفيذ مايكروسوفت
في عام 1993، قدمت مايكروسوفت مجموعة من خمس ألعاب تستخدم مفتاح ESC كمفتاح رئيسي، والذي يقع في الزاوية العلوية اليسرى للوحة المفاتيح، وذلك على عكس استخدام مفتاحين، مفتاح CTRL بالإضافة إلى الحرف "B" (لكلمة "رئيس"). وعلاوة على ذلك، لتوضيح قوة نظام التشغيل Windows، كان بإمكان المفتاح ملء الشاشة بأكملها أو جزءًا منها فقط.

## في الثقافة الشعبية
ظهر مفتاح الرئيس في كل بطولة للجامعة الوطنية للرياضة الجامعية (NCAA) منذ موقع بطولة الرجال لكرة السلة NCAA لعام 2005 في مارس الجنون، الذي سمح للمشاهدين بمتابعة كل مباراة.

## البدائل
في أنظمة التشغيل الحديثة، يمكن تصغير التطبيقات أو تبديلها إلى الخلفية باستخدام اختصارات لوحة المفاتيح. في بيئات سطح المكتب التي تدعم عدة فضاءات عمل، يمكن الحفاظ على فضاء عمل "الرئيس" والتبديل إليه عندما يقترب الرئيس. في مقال صحفي من عام 2014 بعنوان "كيفية مشاهدة الألعاب الأولمبية في العمل دون أن يلاحظ أحد"، وصفت ميزة في متصفح Mozilla Firefox توفير اختصار لوحة المفاتيح يسمى "PanicButton".